# Pularda
Pularda – młoda, nierozwinięta płciowo kura, tuczona w określony sposób celem uzyskania delikatnego i kruchego mięsa, a także nazwa przygotowywanych na bazie jej mięsa potraw. Znana i popularna w kuchni staropolskiej. Za najsmaczniejsze uchodziły kury o wadze 1,2–1,5 kg, bite w wieku 9 tygodni. Pieczono je w całości w piecu, podawano według różnych przepisów – z pieczarkami, warzywami, ziołami, itp.